# Yavi megye
Yavi egy megye Argentínában, Jujuy tartományban. A megye székhelye La Quiaca.

## Települések
Önkormányzatok és települések (Municipios)
- La Quiaca
- Barrios
- Cangrejillos
- El Cóndor
- Pumahuasi
- Yavi